# Збор код Манастира Моштанице
Збор у Манастиру Моштаници се одржава 18. и 19. августа сваке године. Празнује се православни празник Преображење. Овај збор траје 3 дана и један је од највећих зборова на подручју Републике Српске и Босне и Херцеговине после Великог народног збора у Марићкој. Упоредно популарно је и камповање, па многи постављају своје шаторе на великој пољани испред манастира. На збору сваке године гостују и многе естрадне звијезде као и ојкачке групе.